# Cérvola
La Cérvola (o cervulus en llatí) és el nom d'una festa romana pagana, probablement més antiga i d'origen gal, que se celebrava durant les calendes del mes de gener (1 de gener) per commemorar el canvi de cicle solar o cap d'any. Aquesta festa relaciona amb la figura mitològica del cérvol, ben present a la mitologia celta o gal·la, especialment amb el déu Cernunnos. A més, la cérvola blanca era una figura mitològica important pels gals.

Segons el folklorista i mitòleg escocès Robert Chambers, el ritual sembla haver estat prohibit, censurat i reciclat en la cristiana Missa del ruc (Festum Asinorum), també celebrada a Catalunya, una festivitat que honora el paper del ruc a la Bíblia, especialment la fugida de la família sagrada a Egipte després del naixement de Jesús. Si la teoria de Chambers fos certa, s'hauria substituït la figura del cérvol per la del ruc bíblic.

També a la mitologia clàssica grega hi ha la figura de la Cérvola de Cerinea, consagrada a la deessa Artemisa, que el déu Hèrcules va caçar, en el seu tercer treball, segons ens expliquen Eurípides i Píndar. A la deessa Diana, l'arquera i caçadora, també se la representa acompanyada d'una cérvola o a la deessa Saraswati, de la mitologia hindú.